# 샤카나이촌
샤카나이촌(釈迦内村)은 아키타현 기타아키타군에 있던 촌이다. 현재의 오타 시 중심부 북쪽·아키타 자동차도 오타테 기타 나들목, 샤카나이 주차구역 주변, 나가키가와 우안에 해당한다.

## 역사
- 1889년 4월 1일 - 정촌제 시행에 의해 5촌의 구역으로 성립하였다.
- 1951년 4월 1일 - 오다테정과 합병해 오다테시가 성립해, 동일 샤카나이촌은 폐지되었다.

## 교통

### 철도
- 일본국유철도
  - 오우 본선
  - 하나와 선

### 도로
- 오슈가도・국도 제5호선 (구:국도 제41호선)